# Now We Are Free
Now We Are Free è la diciassettesima ed ultima traccia dell'album Gladiator (Music From The Motion Picture), ovvero la colonna sonora dello stesso film, vincitrice nel 2001 del Golden Globe per la migliore colonna sonora e candidata al premio Oscar per l'omonima categoria. Il singolo è stato pubblicato il 16 maggio 2000.

## Il video
Il video ufficiale del brano è composto totalmente da scene prese dal film Il gladiatore, ritraenti Russell Crowe (che interpreta Massimo, il gladiatore) e i personaggi principali.

## Il testo
Il brano, che rappresenta un canto funebre, è cantato interamente con parole inventate non riconducibili a nessun linguaggio umano né artificiale. A detta di Lisa Gerrard, il brano è fatto per far scaturire sentimenti attraverso i suoni delle parole e non il significato che esse racchiudano.